# Haebaru
Haebaru (japanska: 南風原町?, Haebaru-chō), okinawianska: フェーバル Feebaru, är en landskommun (köping) i Okinawa prefektur, Japan. Den ligger på huvudön Okinawa cirka 5 kilometer sydöst om residensstaden Naha.